# Elfje Willemsen
Elfje Willemsen (Turnhout, 11 de enero de 1985) es una deportista belga que compitió en bobsleigh en la modalidad doble.
Ganó una medalla de plata en el Campeonato Europeo de Bobsleigh de 2016. Participó en tres Juegos Olímpicos de Invierno, entre los años 2010 y 2018, ocupando el sexto lugar en Sochi 2014, en la prueba doble.

## Palmarés internacional
| Campeonato Europeo | Campeonato Europeo   | Campeonato Europeo | Campeonato Europeo |
| Año                | Lugar                | Medalla            | Prueba             |
| ------------------ | -------------------- | ------------------ | ------------------ |
| 2016               | Sankt Moritz (Suiza) | Medalla de plata   | Doble              |